# 玉海楼
玉海楼位于浙江瑞安市，是浙江四大藏书楼之一。由晚清著名汉学家孙诒让与其父孙衣言建于光绪十四年（公元1888年），并以南宋学者王应麟的著作《玉海》命名。
玉海楼及周边建筑总占地8,000平方米，其中书楼为2,023平方米，木制重檐结构，坐北朝南，三面环河，前后两进，天井两侧有回廊连结。
玉海楼初建时藏书九万餘卷，多为名家手校本、手抄本、批校本和稿本，其中包括『永嘉学派』及浙江各地方的大量文献。孙衣言曾订《藏书规约》十六条贴在书楼堂壁之上，禁止任何人携书出楼，但民国初年时书楼的珍藏书籍大量流失，现藏书约32,000册左右。
1996年，玉海楼被中国国务院列为全国重点文物保护单位。 